# Pedicularis minima
Pedicularis minima är en snyltrotsväxtart som beskrevs av Tsoong och S.H. Cheng. Pedicularis minima ingår i släktet spiror, och familjen snyltrotsväxter. Inga underarter finns listade i Catalogue of Life.